# 1857년 주화법
1857년 주화법(Act of Feb. 21, 1857, Chap. 56, 34th Cong., Sess. III, 11 Stat. 163)은 미국 의회의 법률로, "외국 금화나 은화의 통용을 승인하는" 모든 법률을 폐지하여 외국 주화의 법정 통화 지위를 종료시켰다. 특정 주화는 미국 재무부에서 교환되어 재주조될 예정이었다. 이 법은 7개 조항으로 나뉜다.

## 배경
이 법이 제정되기 전에는 스페인 달러와 같은 외국 주화가 널리 사용되었으며 1806년 4월 10일 법에 의해 법정 통화로 허용되었다.
1857년 주화법은 또한 하프 센트를 중단시켰다. 나아가 페니의 크기를 줄였다. 라지 센트는 중단되었고 플라잉 이글 센트의 정규 주조가 시작되었다.

## 역사

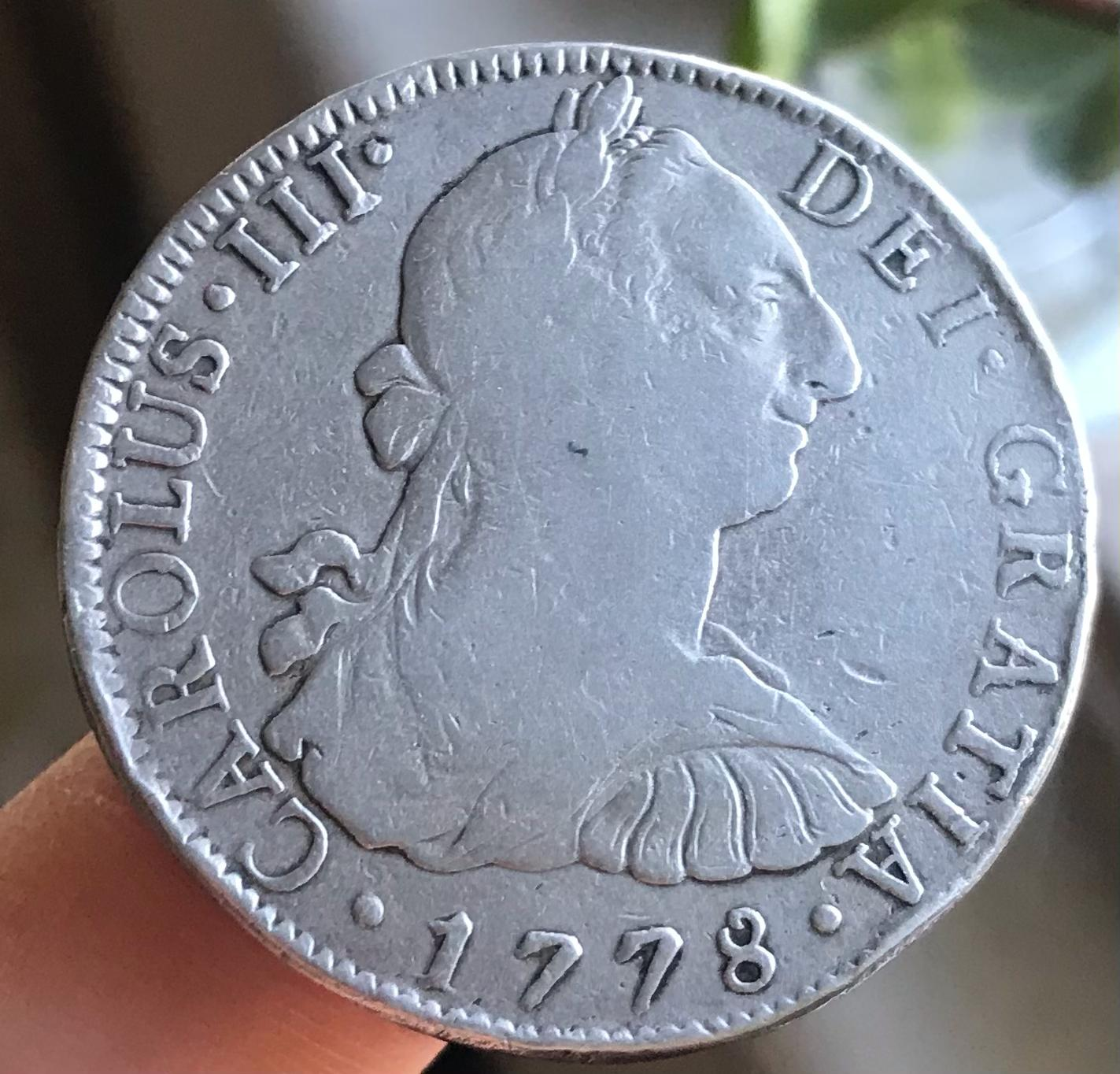
이 법이 제정되기 전에는 스페인 제국의 1778년 은화 8 레알과 같은 주화가 거래에 사용될 수 있었다.

미국 독립 전쟁 이후 새로 형성된 연방에서 1792년 미국 조폐국이 설립되기 전까지, 실질적으로 유일한 교환 매개는 외국 주화였다. 알렉산더 해밀턴은 필라델피아의 새로운 조폐국이 완전 가동될 때까지 원활한 전환을 위해 외국 주화(그는 특별히 달러를 기준으로 삼았다)가 3년 동안 자유롭게 유통되도록 제안했다. 이 조항은 1806년 4월 10일에 처음으로 명시된 후 여러 번 갱신되었다. 1830년경에는 유통되는 모든 주화의 약 25%가 스페인산이었다. 대통령 앤드루 잭슨은 그의 유명한 미국 은행과의 전쟁에서 금법을 통해 외국 주화를 법정 통화로 지지했다. 이러한 새로운 발전은 1840년대에 미국이 과대평가된 마모된 스페인 은화를 유지하기 어렵게 만들었다. 1840년대 후반과 1850년대 초반에 미국 조폐국은 마침내 외국 주화에 대한 수요를 충족시킬 수 있게 되었다.

## 영향
1857년 주화법은 외국 화폐에 관한 기존 법정 통화 법률을 폐지했다. 이 법은 미국 1센트 주화의 무게와 규격을 4.655그램으로 고정했으며, 이는 88%의 구리와 12%의 니켈로 구성되었다. 또한 이 새로운 구리/니켈 합금이 조폐국에 반환된 마모된 금화와 은화에 대한 지불 수단으로 사용되도록 의무화했다. 효과적인 목표는 유럽 경쟁을 억압함으로써 국내 통화량을 제한하는 것이었다. 이는 정부가 본질적으로 통화량에 대한 독점을 갖게 되는 첫 번째 주요 단계였다.
이 법은 미국 비즈니스를 극적으로 변화시켰다. 수십 년 동안 어떤 형태의 지불이라도 통용된다면 받아들이던 사람들은 즉시 미국 정부의 새로운 인장이 찍힌 주화만 허용하기 시작했다. 새로운 연방 센트에 대한 초기 수요가 엄청났고 외국 은화를 수집함으로써 얻을 수 있는 이익 때문에 많은 개인과 은행들이 서로 경쟁했다. 새로 주조된 미국 은화는 일부 사람들의 눈에는 많은 외국 은화를 쓸모없게 만들었다. 또한 외국 주화에 사용되는 비십진법 시스템으로 인해 가격이 센트의 분수 단위로 책정되어 지불이 불편하다는 문제가 항상 존재했다. 그럼에도 불구하고 외국 주화의 유통은 시골 지역에서는 수십 년 더 지속되었다.

## 같이 보기
- 1792년 화폐법
- 1834년 주화법
- 1849년 주화법
- 1853년 주화법
- 1864년 주화법
- 1873년 주화법
- 1965년 주화법

## 내용주
1. ↑  Murray N. Rothbard. "The Mystery of Banking" (pdf), p.10, 1983-11-28.
2. ↑  Library of Congress. "An Act regulating the currency of foreign coins in the United States", passed on April 10, 1806, referenced 2009-08-24.
3. ↑  Officer, Lawrence H. (2011). “Coinage Act of 1792”. 2011년 5월 26일에 원본 문서에서 보존된 문서.
4. ↑  Muhl, Gerard (Spring 2001). “When Foreign Coins Circulated Freely”. 《Crooked Lake Review》.
5. 1 2  Martin, David A. “The Changing Role of Foreign Money in the United States, 1782–1857.” Journal of Economic History. 4 (1977): 1009–1027. JSTOR 2119352

## 추가 자료
- Martin, David A. (1977), “The Changing Role of Foreign Money in the United States, 1782–1857”, 《Journal of Economic History》 37 (4): 1009–1027, doi:10.1017/s002205070009478x, JSTOR 2119352, S2CID 155064089.